# Boško Gjurovski
Boško Gjurovski, född 28 december 1961, är en makedonsk tidigare fotbollsspelare.
Boško Gjurovski spelade 11 landskamper för det jugoslavienska landslaget och makedonska landslaget.